# Half Nelson
Half Nelson és una pel·lícula estatunidenca, dirigida per Ryan Fleck, protagonitzada per Ryan Gosling, Shareeka Epps i Anthony Mackie. Fou estrenada el 2006 i doblada al català. Gosling fou nominat millor actor als Oscar per la seva interpretació i el grup Broken Social Scene guanyà un Juno Award per la banda sonora.

## Argument
Dan Dunne (Ryan Gosling) és un professor d'història en un institut de Brooklyn. Ell no fa servir llibres de text; les seves classes estan construides a partir de la dialèctica i això li costa alguns enfrontaments amb la direcció del centre. Així mateix, Dunne té un encàrrec per escriure un manual sobre la incorporació de la dialèctica com a eina d'aprenentatge. Malgrat ésser un professor motivat en la seva tasca docent, la seva vida personal no és tan reeixida. Dunne es droga habitualment i un dia és descobert fumant crack per una de les seves alumnes, la Drey. Arran d'aquest moment es desenvolupa un vincle que transcendeix la relació professor - estudiant.

## Repartiment
- Ryan Gosling: Dan Dunne
- Shareeka Epps: Drey
- Jeff Lima: Roodly
- Nathan Corbett: Terrance
- Anthony Mackie: Frank
- Tyra Kwao-Vovo: Stacy
- Rosemary Ledee: Gina
- Tristan Wilds: Jamal
- Bryce Silver: Bernard
- Kaela C. Pabon: Kna
- Erica Rivera: Erika
- Stephanie Bast: Vanessa
- Eleanor Hutchins: Simone
- Sebastian Sozzi: Javier
- Tina Holmes: Rachel
- Karen Chilton: Karen
- Starla Benford: Principal Henderson
- Denis O'Hare: Jimbo
- Monique Curnen: Isabel
- Deidre Goodwin: Tina
- Collins Pennie: Mike
- Thaddeus Daniels: arbitre
- Susan Kerner: Ballador de slow a l'hotel
- Raymond Anthony Thomas: Earle
- Stanton Davis: Trompetista
- Ron C. Jones: Mr. Dickson
- Christopher Williamson: Charles
- Leslie Eva Glaser: Rose
- Sharon Washington: Suzanne
- Deborah Rush: Jo Dunne
- Jay O. Sanders: Russ Dunne
- Nicole Vicius: Cindy
- David Easton: Jeff Dunne
- Adepero Oduye: Fumador de crack
- Steve Kursh: l'home al lit
- Matt Kerr: Mr. Light

## Premis i nominacions

### Nominacions
- 2006: Festival de Sundance en la categoria Gran Premi del Jurat per Ryan Fleck
- 2007: Oscar al millor actor per Ryan Gosling

## Al voltant de la pel·lícula
- Half Nelson, el títol de la pel·lícula, fa referència també una posició de combat en lluita. És la que permet immobilitzar l'adversari, difícilment alliberable. El realitzador Ryan Fleck, i Anna Boden van voler-hi afegir en aquest títol una comparació amagada: simbolitza el fet de ser bloquejat en una posició incòmoda, com la dels protagonistes de l'argument.[3]
- Ryan Fleck i Anna Boden realitzaren els seus estudis a la Nova York University Film School. Després dels seus estudis, han decidit posar en marxa un projecte de pel·lícula: Half Nelson . Després d'escriure el guió el 2002, i disposant de pocs diners, van rodar un curtmetratge amb amics. Half Nelson  va ser rebatejat Gowanus, Brooklyn , del nom d'un barri de Brooklyn. Aquest curtmetratge es va emportar el Gran Premi del Jurat del Festival de Sundance el 2004, cosa que els va empènyer a fer néixer el llargmetratge.
- La fascinació de Dunne per les teories de Hegel relatives a la dialèctica, assumpte que aborda freqüentment en la seva classe, s'inspira en el pare de Ryan Fleck, creador d'un lloc de dialèctica per als joves (dialectics4kids.com) molts elements del qual han estat agafats per a la pel·lícula.[3]